# Temecula
Temecula is een plaats (city) in de Amerikaanse staat Californië, en valt bestuurlijk gezien onder Riverside County.

## Demografie
Bij de volkstelling in 2000 werd het aantal inwoners vastgesteld op 57.716.
In 2006 is het aantal inwoners door het United States Census Bureau geschat op 89.392, een stijging van 31676 (54.9%).

## Geografie
Volgens het United States Census Bureau beslaat de plaats een oppervlakte van
68,1 km², waarvan 68,0 km² land en 0,1 km² water. Temecula ligt op ongeveer 310 m boven zeeniveau.

## Plaatsen in de nabije omgeving
De onderstaande figuur toont nabijgelegen plaatsen in een straal van 24 km rond Temecula.

## Partnersteden
- Leidschendam-Voorburg (Nederland) - Formeel beëindigd in 2019